# 艾则佐夫·哈斯木
艾则佐夫·哈斯木（1924年—1994年6月16日）维吾尔族，新疆阿图什市人，新疆军区（乌鲁木齐军区）副司令员。

## 生平
艾则佐夫·哈斯木早年参加进步学生团体，从事反对中国国民党统治新疆的革命活动。1946年7月参加三区革命军队，历任民族军排长、副连长。1947年，多次参加剿灭中国国民党支持的乌斯满军队的战斗。1949年新疆和平解放后，历任团参谋长、科长、副团长、团长、新疆军区步兵学院副校长、新疆哈密军分区司令员。1951年1月加入中国共产党。在担任骑兵团长期间，曾率部参与平息和田、英吉沙等地反革命叛乱，并参加了中印边境自卫反击作战。文革期间，他与“林彪、江青反革命集团”进行了坚决斗争。1975年8月至1985年7月，历任新疆军区副司令员、乌鲁木齐军区副司令员。他坚决贯彻中共十一届三中全会以来的路线、方针、政策。他经常深入基层、深入边防调查研究。他廉洁奉公，严格要求家属和子女。他是第六、七、八届全国政协委员。
1994年6月16日，艾则佐夫·哈斯木在乌鲁木齐病逝，享年70岁。

## 家庭
- 妻：海力[3]